# Heckler & Koch MP5
A Heckler & Koch MP5 az 1960-as években a Német Szövetségi Köztársaságban kifejlesztett 9 mm-es géppisztoly-család. A fegyvergyár a G3-as gépkarabély sikerén felbuzdulva fejlesztett ki egy kézifegyvercsaládot, mely négy fajta lőfegyverből állt (mindegyiknek a G3-as volt az alapja). A világ számos országában (Magyarországon is) alkalmazzák.
A típuscsaládok: - H&K MP5, - H&K MP5K, - H&K MP5SD, - H&K MP5PDW, H&K MP5A1, H&K MP5A2, H&K MP5A3, H&K MP5A4

## Típusváltozatok
Az alaptípuson kívül még két változatot különböztethetünk meg. A géppisztolynak létezik egy egészen speciális változata, az SD (schallgedämpft). Ez egy fixen beépített hangtompítóval felszerelt típus. Mellső ágya teljesen különbözik a standard változatokétól. Ehhez a fegyverhez nem szükséges subsonic lőszert alkalmazni, a normál lőszer torkolati dörejét is kiválóan csillapítja, kb. úgy, mintha egy .22 kaliberű kispuska hangját hallanánk. E hatásfok eléréséhez különleges megoldásra volt szükség. Az SD változat csöve jóval rövidebb (146 mm), mint a standardé, kb. a hangtompító feléig ér. A cső a töltényűrtől kezdve sugárirányú furatokkal van ellátva, amelyeken a lőporgázok egy része már a lövés pillanatában kiáramlik. Ahol a cső véget ér, a hangtompító még mindig jó darabon a lőporgázok útjában áll, így a kilépő lövedék után a dörej szinte elenyésző. Ennek viszont az az ára, hogy a fegyvernek kisebb a lőtávolsága, és a lövedék energiája is.

## Külső hivatkozások
- A Heckler & Koch MP5 géppisztoly – A Bevetés Klub cikke